# Körosztási test
A körosztási testek a matematikában, azon belül az algebrai számelméletben a racionális számok testének egy egységgyökkel való bővítéseként előálló testek, azaz a {\displaystyle \mathbb {Q} (\zeta _{n})} testek, ahol {\displaystyle \zeta _{n}} egy primitív n-edik egységgyök. A körosztási testek a körosztási polinomok felbontási testeként állnak elő. Számos tulajdonságuk, például a diszkrimináns vagy az elágazási viselkedés explicit módszerekkel meghatározható.
A {\displaystyle \mathbb {Q} (\zeta _{n})/\mathbb {Q} } bővítés Galois, és a Galois-csoport izomorf a {\displaystyle (\mathbb {Z} /n\mathbb {Z} )^{\times }}csoporttal, speciálisan Abel-csoport. Ennek az állításnak a megfordítása is igaz: ez a Kronecker–Weber-tétel, ami kimondja, hogy a racionális számok bármely véges Galois-bővítése beágyazható egy körosztási testbe, ha a Galois-csoport Abel. Emiatt a körosztási testek a számtestek elméletének alapvető építőköveiként szolgálnak.
A körosztási testek vizsgálata vezetett az Ivaszava Kenkicsi által elindított Iwasawa-elmélet megalkotásához: ebben az egyes körosztási testek külön-külön való tanulmányozása helyett a {\displaystyle \mathbb {Q} (\zeta _{p^{n}})} testeket egyidejűleg vizsgálják, ahol p egy rögzített prímszám, és n végigfut a pozitív egész számok halmazán.

Az ötödik egységgyökök a komplex számsíkon

A körosztási test elnevezés onnan ered, hogy a testet generáló n-edik egységgyökök a komplex számsíkon az egységkörön egy szabályos n-szög csúcsaiban helyezkednek el, így az egységkört n azonos hosszúságú ívre osztják. Szigorúan véve az előbbi állításnak csak úgy van értelme, ha rögzítünk egy {\displaystyle \mathbb {Q} (\zeta _{n})\hookrightarrow \mathbb {C} } (nem kanonikus) beágyazást.

## Tulajdonságok
Legyen p egy prímszám és n egy pozitív egész. A {\displaystyle \mathbb {Q} (\zeta _{p^{n}})} körosztási test diszkriminánsa
{\displaystyle d_{\mathbb {Q} (\zeta _{p^{n}})}={\begin{cases}-p^{p^{n-1}(pn-n-1)}{\text{ ha }}p\equiv 3{\bmod {4}}{\text{ vagy }}p^{n}=4\\+p^{p^{n-1}(pn-n-1)}{\text{ egyébként }}\end{cases}}}
Ha p és q különböző prímszámok, akkor a {\displaystyle \mathbb {Q} (\zeta _{p^{n}})} és {\displaystyle \mathbb {Q} (\zeta _{q^{m}})} testek diszjunktak {\displaystyle \mathbb {Q} } fölött. A két test kompozituma a {\displaystyle \mathbb {Q} (\zeta _{p^{n}q^{m}})} test, és a diszkrimináns a diszkriminánsok szorzata. A fentiek következménye a következő általános formula: ha n egy pozitív egész, akkor
{\displaystyle d_{\mathbb {Q} (\zeta _{n})}=(-1)^{\varphi (n)/2}{\frac {n^{\varphi (n)}}{\prod _{p\mid n}p^{\varphi (n)/(p-1)}}}},
ahol {\displaystyle \varphi (n)} az Euler-féle fí-függvény, a szorzat pedig végigfut az n összes prímosztóján.
Mivel egy testbővítésben pontosan azok a prímek ágaznak el, amik osztják a relatív diszkriminánst, ebből következik, hogy a {\displaystyle \mathbb {Q} (\zeta _{n})/\mathbb {Q} } bővítésben pontosan az n-et osztó prímek ágaznak el.
Minden körosztási test CM-test, azaz teljesen imaginárius másodfokú bővítése egy teljesen valós testnek. Valóban, a {\displaystyle \mathbb {Q} (\zeta _{n})} test maximális teljesen valós részteste {\displaystyle \mathbb {Q} (\zeta _{n}+\zeta _{n}^{-1})}. A {\displaystyle \mathbb {Q} (\zeta _{n})/\mathbb {Q} (\zeta _{n}+\zeta _{n}^{-1})} bővítés elágazik minden archimédeszi helyen, és ha n a p prímszám egy hatványa, akkor a p fölötti nemarkhimédeszi helyeken is; minden más prím nem elágazó.
A {\displaystyle \mathbb {Q} (\zeta _{n})} test egészeinek gyűrűje {\displaystyle \mathbb {Z} [\zeta _{n}]}. A {\displaystyle \mathbb {Q} (\zeta _{n}+\zeta _{n}^{-1})} maximális teljesen valós résztest egészeinek gyűrűje {\displaystyle \mathbb {Z} [\zeta _{n}+\zeta _{n}^{-1}]}.